# Metridia ornata
Metridia ornata är en kräftdjursart som beskrevs av Brodsky 1950. Metridia ornata ingår i släktet Metridia och familjen Metridinidae. Inga underarter finns listade i Catalogue of Life.